# اندیس مزرعه گچیلو-سارم
مزرعه گچیلو-سارم یک اندیس فلزی است که در حوالی شهر رزن استان همدان قرار دارد و مادهٔ معدنی موجود در آن، مس است.